# عمدة الطالب في أنساب آل أبي طالب
عُمْدَةُ الطَّالِبِ فِي أَنْسَابِ آلِ أَبِي طَالِبٍ كتابٌ في شجرة نسب آل أبي طالب كتبها ابنُ عِنَبَة.

## النُّسخ
دوَّن ابن عنبة هذا الكتاب ثلاث مراتٍ في أحجام مُختلفة؛ هي: التَّيمُوريَّة، الجلاليَّة والمُشعشعيَّة.

## الطبعات
- عمدة الطالب في أنساب آل أبي طالب (دار كنان، 2005).[3]
- عمدة الطالب في أنساب آل أبي طالب (المطبعة الحيدريَّة، 1961).[4]